# Madinat Jumeirah

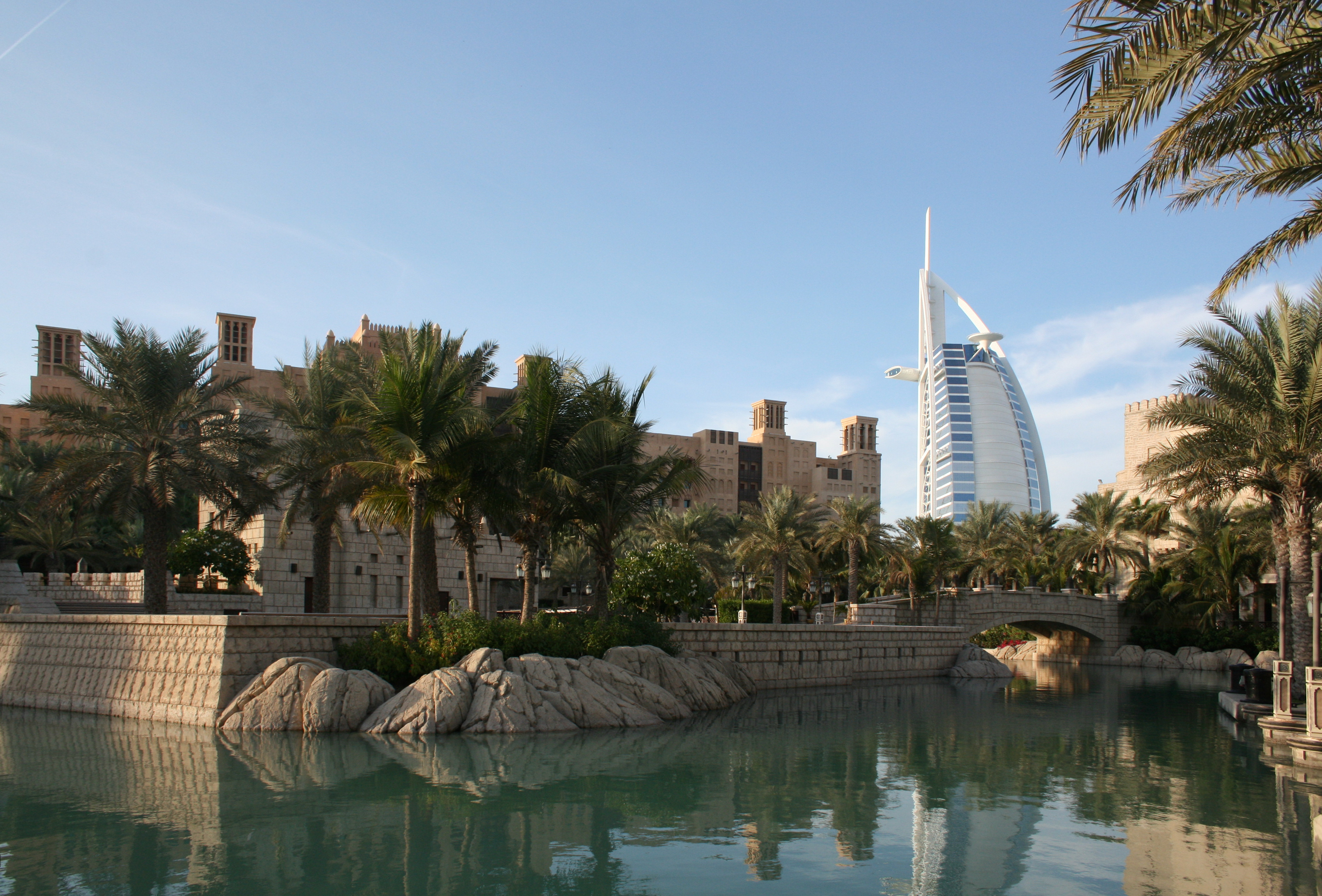

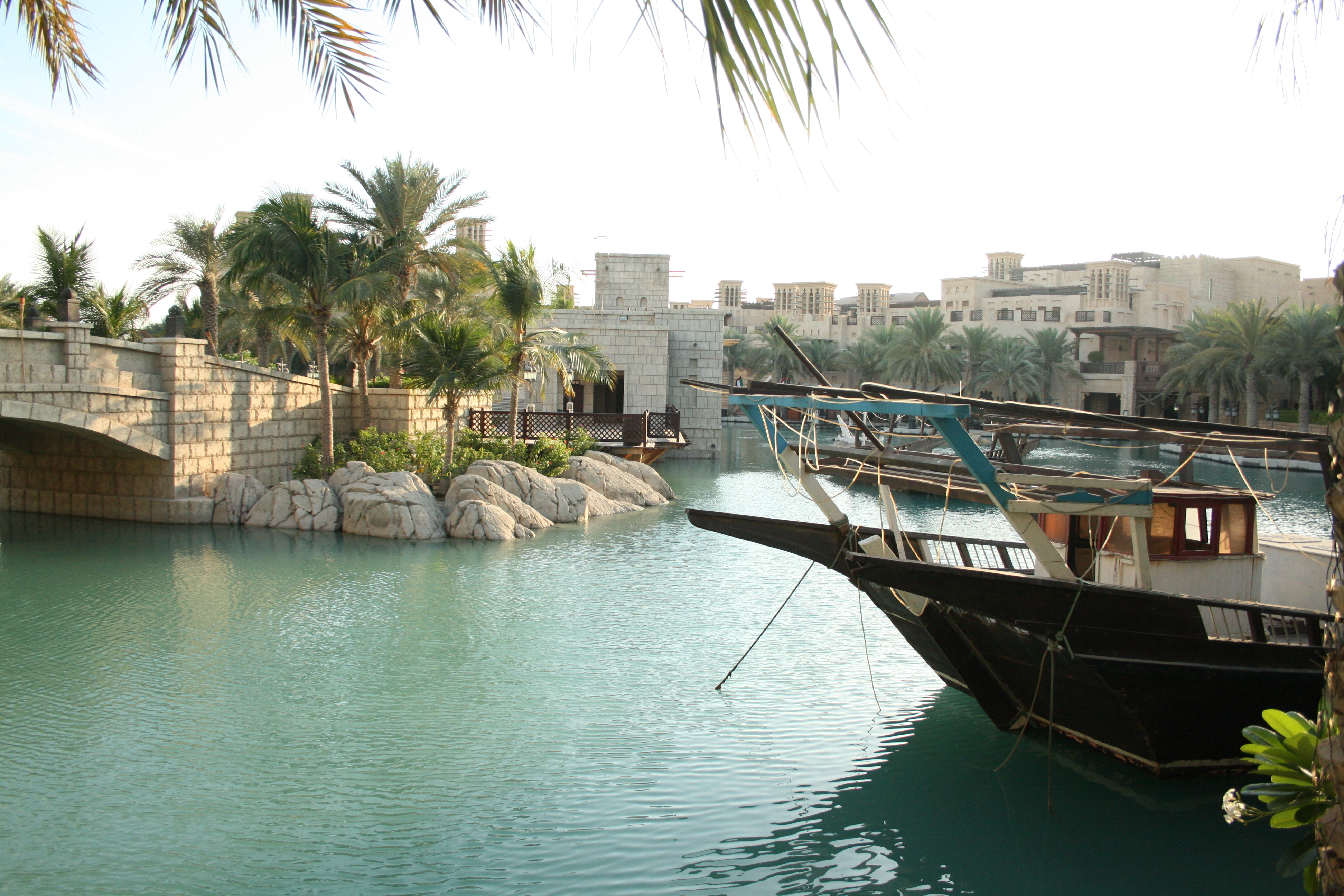

Madinat Jumeirah is een vijf-sterren resort van Jumeirah. Het hotel ligt in Jumeirah, Dubai. Het resort bestaat uit 40 hectare en huisvest het Al Qasr Hotel, het Mina A'Salam Hotel, een soek, een paar vakantiehuisjes, een amfitheater ,vele kanalen en 40 restaurants. De gebouwen zijn gebouwd in oud-Arabische stijl en zijn windtorens.

## Locatie
Het Madinat is gelegen in de stad Dubai in de Verenigde Arabische Emiraten. Het resort ligt in de wijk Jumeirah naast de Burj Al Arab, Wild Wadi en het Jumeirah Beach Hotel. Het is een half uur rijden vanaf Dubai International Airport.

## Geschiedenis
Het Madinat is ontworpen door architect Mirage Mille. Het ontwerpen duurde 36 maanden en toen hij klaar was begon de bouw in september 2003. Als eerst werd het Mina A'Salam hotel gebouwd. De bedoeling van het Madinat is om het leven van de oude-Arabieren na te bootsen met onder andere windtorens, abra's en een soek.